# 大學線 (英國)
大學線（英語：Varsity Line），也稱牛津-劍橋線（Oxford to Cambridge line），是英國一條用於連接牛津大學和劍橋大學所在城市的鐵路線，由倫敦和西北鐵路、米德蘭、蘇格蘭鐵路及英國鐵路連續運營。
即使該線路在1963年尚未被列為作為Beeching Axe的一部分，該服務從1967年底的牛津布萊奇利和貝德福德 - 劍橋部門撤出。只有布萊奇利 - 貝德福德部門才能開通客運。
由東西鐵路集團牽頭，二十年代重開路線的建議開始蓬勃發展。截至2016年底，牛津與比斯特交界處（為Chiltern Main Line至Marylebone）之間的部分已重新開放;網路鐵路有一個（資助）的時間表，重建Bicester和Bletchley之間的球場。
在沒有鐵路服務的情況下，Bedford的Bedford的X5教練服務通過Bicester，Milton Keynes和Bedford在牛津和劍橋之間的道路上提供乘客服務。